# James Grimston (2e vicomte Grimston)
Pour les articles homonymes, voir Grimston.
James Grimston, 2e vicomte Grimston (9 octobre 1711 - 15 décembre 1773) est un pair britannique et membre du Parlement.

## Biographie

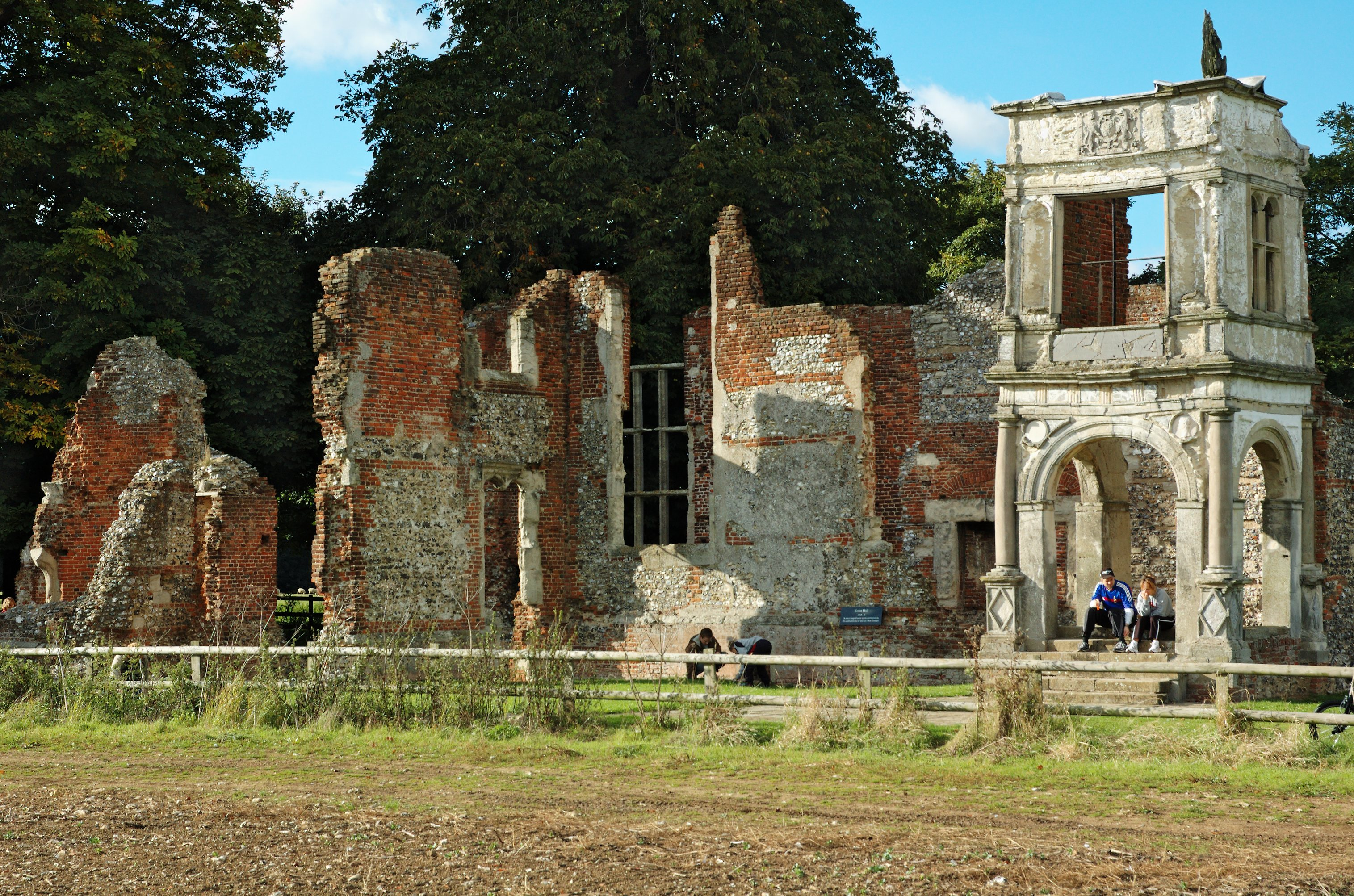
ruines de Gorhambury House

il est le fils de William Grimston (1er vicomte Grimston) et de Jean Cooke. Il est élu à la Chambre des communes pour St Albans en 1754, poste qu'il occupe jusqu'en 1761. En 1756, il succède à son père dans la vicomté mais, s'agissant d'une pairie irlandaise, il ne lui est pas interdit de siéger à la Chambre des communes. Il hérite également de Gorhambury House (aujourd'hui Old Gorhambury House), près de St Albans, dans le Hertfordshire .
Lord Grimston épouse Mary Bucknall, fille de William Bucknall, en 1746. Il est décédé en décembre 1773, à l'âge de 62 ans, et son fils, James Grimston (3e vicomte Grimston), lui succède. Lady Grimston est décédée en 1778.

## Remarques
- (en) Cet article est partiellement ou en totalité issu de l’article de Wikipédia en anglais intitulé « James Grimston, 2nd Viscount Grimston » (voir la liste des auteurs).

1. ↑  « GRIMSTON, Hon. James (1711-73), of Gorhambury, Herts. », History of Parliament Online (consulté le 22 février 2018)